# 阎根生
阎根生（1954年7月—），山西省太谷县人，中华人民共和国政治人物。
1996年6月，任太谷县县长。1998年5月，任中共太谷县委书记。2004年6月，任中共晋城市委副书记、组织部部长。2006年4月，任山西省林业厅副厅长。2008年3月，任中共山西省委副秘书长。2011年12月，任山西省政协秘书长。